# Shaun Bate
Shaun Bate, bürgerlich Martin Brandl (* 3. Januar 1984), ist ein deutscher DJ, Musikproduzent und Musiklabelbesitzer. Er hat seine Wurzeln in Niederbayern.

## Leben
Shaun fing im frühen Kindesalter an, sich für Musik zu interessieren und Instrumente zu spielen. Nach seiner Ausbildung im Industriebereich widmete er seine ganze Zeit und Leidenschaft der Musik, anfangs noch als DJ am Wochenende, später dann auch selbstständig als Produzent.
In den frühen 2000ern gründete er mit einem Freund das DJ-Duo Basslovers United, später dann auch das Musiklabel munix-music. 2010 gelang ihm der erste Charterfolg als einer der beiden Produzenten von Lolita Jolie. 2013 begann er seine Solo-Karriere als Shaun Bate mit eigenen Songs und Produktionen. 2015 gelang ihm der zweite Charterfolg, gemeinsam mit der Sängerin Sirona und ihrer ersten gemeinsamen Single „Don’t You Worry“. Seit 2016 ist er ein Teil von Stupid Goldfish.

## Diskografie

### Singles
als Shaun Bate
- 2019: Spare Me (feat. Clara) (Sony Music Entertainment GmbH)
- 2018: Stupid Goldfish & Emelie Cyréus - Stop This Train (Shaun Bate Remix) (Disco:Wax / Sony Music Entertainment GmbH)
- 2018: Solid Gold (Sony Music Entertainment GmbH)
- 2018: Lea - Lichtermeer (Shaun Bate Remix) (Sony Music Entertainment GmbH)
- 2017: Amor Mio (mit El Mukuka feat. Marocco) (Sony Music Entertainment GmbH)
- 2017: Fancy Things (mit Ahsha) (Sony Music Entertainment GmbH)
- 2016: Magic (feat. Clint Jun) (Sony Music Entertainment GmbH)
- 2016: Never Know - Martin Van Lectro (Shaun Bate & MD Electro Remix) (Universal Music GmbH)
- 2016: We Belong Together (mit Sam Walkertone feat. Addison Scott) (Sony Music Entertainment GmbH)
- 2015: Sing That Song (feat. Sirona) (Sony Music Entertainment GmbH)
- 2015: Sam Walkertone - Change Your Mind (Shaun Bate Remix) (Kontor Records)
- 2015: Don’t You Worry (feat. Sirona) (Sony Music Entertainment GmbH)
- 2014: Lightswitch (mit Sam Walkertone) (Kontor New Media)
- 2014: Alive (mit Sam Walkertone) (Kontor New Media)
- 2014: Bam! (mit MD Electro) (Kontor New Media)
- 2014: Neon (mit MD Electro) (Kontor New Media)
- 2013: Fire & Ice (mit MD Electro feat. Monchee) (Kontor New Media)

als Stupid Goldfish
- 2019: Streets Hot (Playbox Selected)
- 2018: Stop This Train w/Emelie Cyréus (Disco:Wax / Sony Music)
- 2018: Elephunk w/Twoloud (Playbox Selected)
- 2018: Trust Issues w/F51 & BRDGS (Knightvision / Warner)
- 2018: Sneakers w/Dashnation (Playbox Selected)
- 2018: Arabica (Stupid Goldfish / KNM)
- 2018: No Better Love - The Remixes (feat. Emelie Cyréus) (Warner Music)
- 2017: No Better Love (feat. Emelie Cyréus) (Warner Music)
- 2017: Cannonballs - The Remixes (Warner Music)
- 2017: Cannonballs (Warner Music)
- 2016: W.I.L.D (Be Yourself NL)
- 2015: Pushing Daisies (Armada Music NL)
- 2015: Blindfolded (Armada Music NL)